# Milleirós (Carballedo)
Milleirós (llamada oficialmente San Xoán de Milleirós) es una parroquia y una aldea española del municipio de Carballedo, en la provincia de Lugo, Galicia.

## Organización territorial
La parroquia está formada por tres entidades de población:
- A Ermida
- Milleirós
- Peago

## Demografía

### Parroquia
| Gráfica de evolución demográfica de Milleirós (parroquia) entre 2000 y 2020 |
|                                                                             |
| Datos según el nomenclátor publicado por el INE.                            |

### Aldea
| Gráfica de evolución demográfica de Milleirós (aldea) entre 2000 y 2019 |
|                                                                         |
| Datos según el nomenclátor publicado por el INE.                        |